# ناریو
ناریو شهری در شهرستان سابو در استان بولکیمده در بورکینافاسوی غربی مرکزی است جمعیت آن ۵۴۸۱ نفر است.